# Amiga (canção de Eliana)
"Amiga" é o segundo single de carreira da apresentadora e cantora Eliana, parte de seu primeiro disco Os Dedinhos. A canção se tornou o tema de abertura da telenovela mexicana Garotas Bonitas, sendo a maior referência de "Amiga" até hoje.

## Background
Em 1993, Eliana apresentava a Sessão Desenho no SBT, e estava prestes a mudar de programa para o Bom Dia & Companhia, quando o compositor João Plinta foi escolhido para criar uma música para a abertura de uma nova telenovela mexicana chamada Muchachitas (que mais tarde ganharia o título de Garotas Bonitas). Como Eliana estava em destaque na época devido a sua canção Os Dedinhos, Plinta decidiu que ela seria responsável por desempenhar a música.

## Performances
Em 1994, Eliana cantou a canção no programa Sabadão Sertanejo como uma homenagem para sua mãe. Ela também cantou "Amiga" no programa Show Maravilha.